# Al-Murabitun
Al-Murabitun (em árabe: المرابطون, translit. al-Murābiṭūn, lit. 'Os Almorávidas') foi uma organização jihadista africana formada pela fusão entre o Movimento para a Unidade e a Jihad na África Ocidental de Ahmed Ould Amer, também conhecido como Ahmed al-Tilemsi, e o Al-Mulathameen, de Mokhtar Belmokhtar em 22 de agosto de 2013. Esteve ativo na região de Gao, no Mali e no norte do Níger, embora também tenha reivindicado ações na capital do Mali, Bamako, e em Burkina Faso.
O grupo procura implementar a lei da sharia no Mali, Argélia, sudoeste da Líbia e Níger.
Em 4 de dezembro de 2015, o líder da al-Qaeda no Magrebe Islâmico (AQMI), Abdelmalek Droukdel, anunciou em mensagem de áudio a união do al-Murabitun com a AQMI, além de reivindicar junto com o al-Murabitun o ataque e a tomada de reféns no Radisson Hotel em Bamako perpetrados em 20 de novembro a partir de 2015. O Al-Murabitun, assim, deixou de existir como um grupo independente e tornou-se uma katiba da AQMI.
Em 13 de maio de 2015, uma facção dissidente do grupo liderada por Adnane Abou Walid al-Sahraoui prometeu lealdade ao Estado Islâmico e formou o Estado Islâmico no Grande Saara.
Em 2 de março de 2017, as células do al-Mourabitoun no Mali, juntamente com as do Ansar Dine, da Frente de Libertação do Macina e o ramo saariano da al-Qaeda no Magrebe Islâmico se fundiram no Jama'at Nasr al-Islam wal Muslimin, ramo oficial da al-Qaeda no Mali, depois que seus líderes juraram lealdade a Ayman al-Zawahiri.